# Bombus ternarius
Bombus ternarius là một loài Hymenoptera trong họ Apidae. Loài này được Say mô tả khoa học năm 1837.
}}
Bombus ternarius, thường được gọi là ong nghệ eo cam hoặc ong nghệ ba màu, là một con ong nghệ màu vàng, cam và đen thường được tìm thấy trên khắp miền đông Hoa Kỳ và một số vùng ở Canada.

## Mô tả

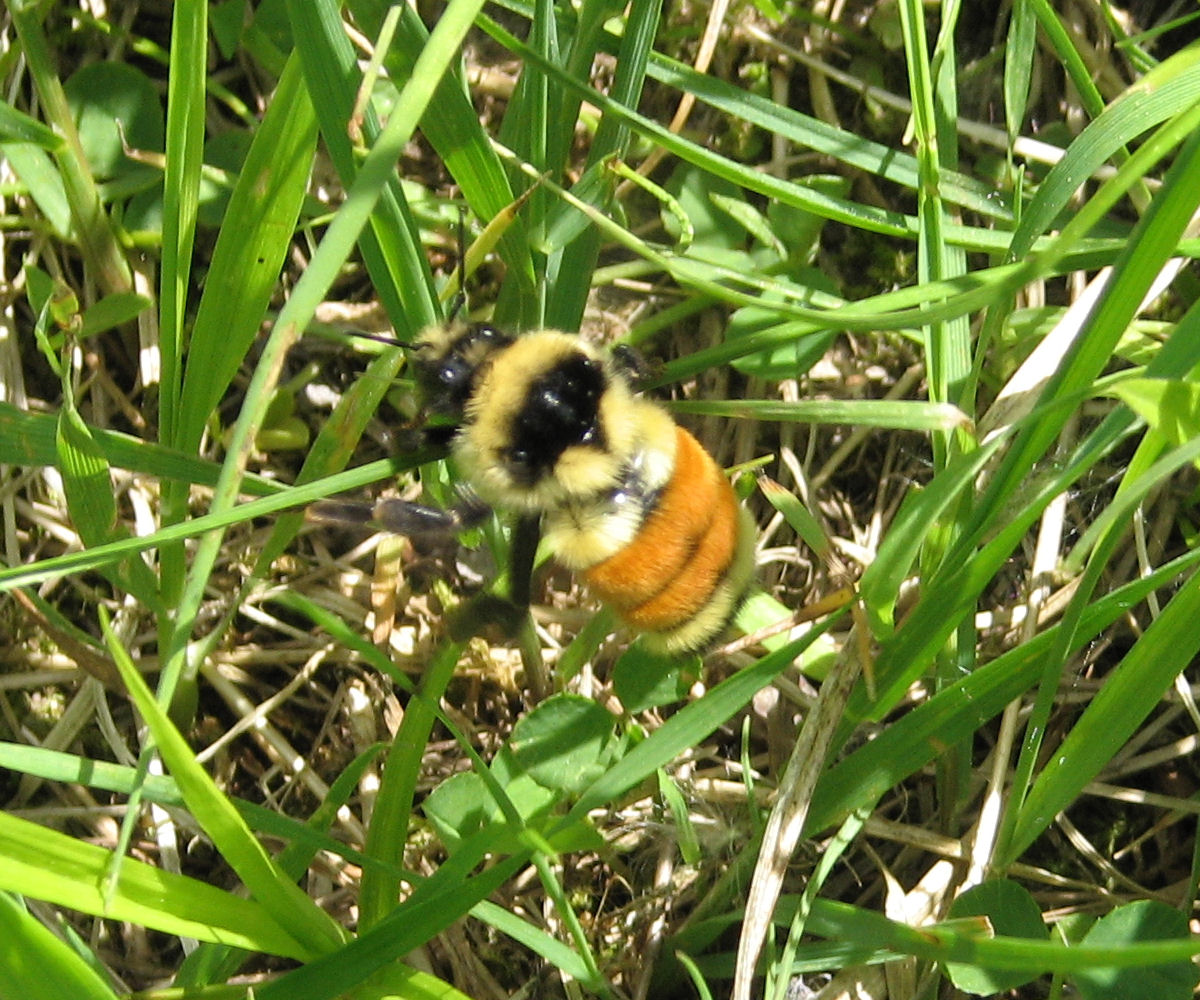
Ong đực, nhận dạng nhờ vào 1 dải màu vàng nhạt sau 2 dải màu cam.

Bombus ternarius là một loài ong nhỏ, khá mảnh mai. Ong chúa dài 17-19 mM (0,67-0,75 inche), ong thợ dài 8–13 mm (0.31-0.51 in) và ong đực dài 9.5–13 mm (0.37-0.51 in).
Ong chúa và ong thợ có đầu màu đen, với một vài sợi lông màu vàng nhạt. Vùng ngực trước, sau và đốt bụng đầu tiên trong tổng số 4 đốt bụng có màu vàng, đốt bụng thứ 2 và 3 có màu cam, và đốt bụng cuối cùng là màu đen.
Ong đực có đầu màu vàng với vài sợi lông đen. Màu sắc của ngực và bụng tương tự như những con cái, ngoại trừ đốt bụng cuối cùng có màu vàng ở hai bên. Các sợi lông của ong đực cũng dài hơn ở ong cái.

## Hình ảnh

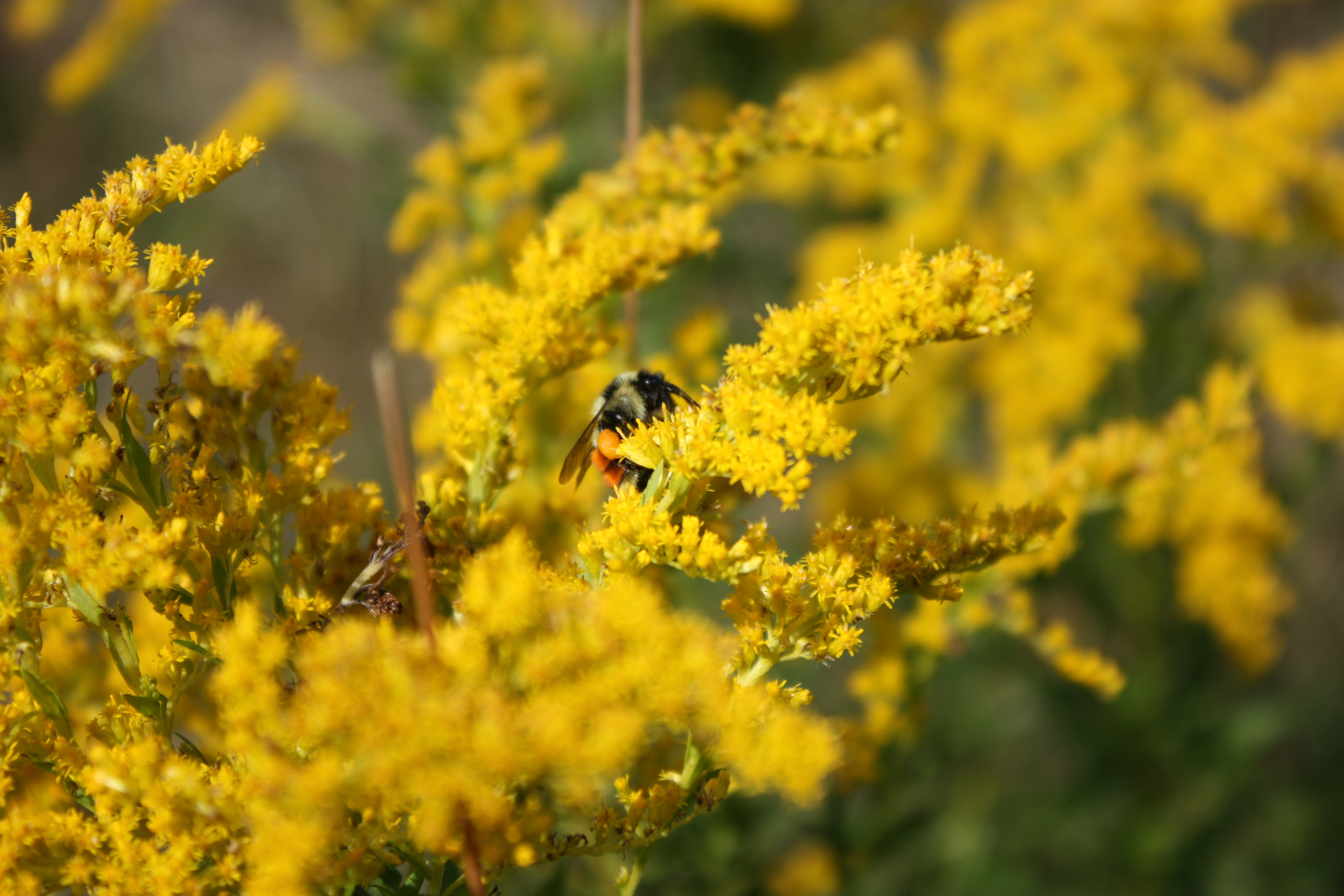
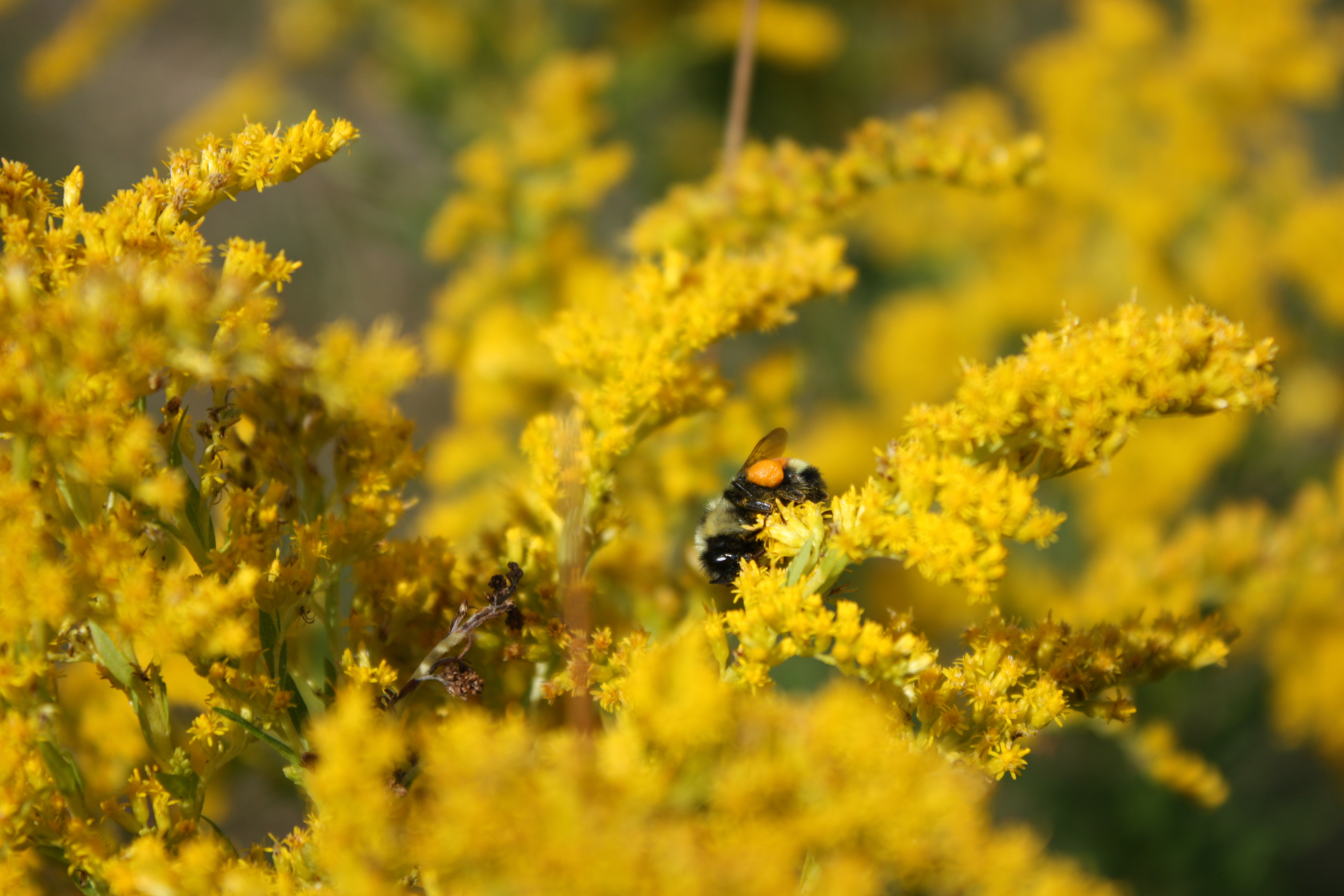
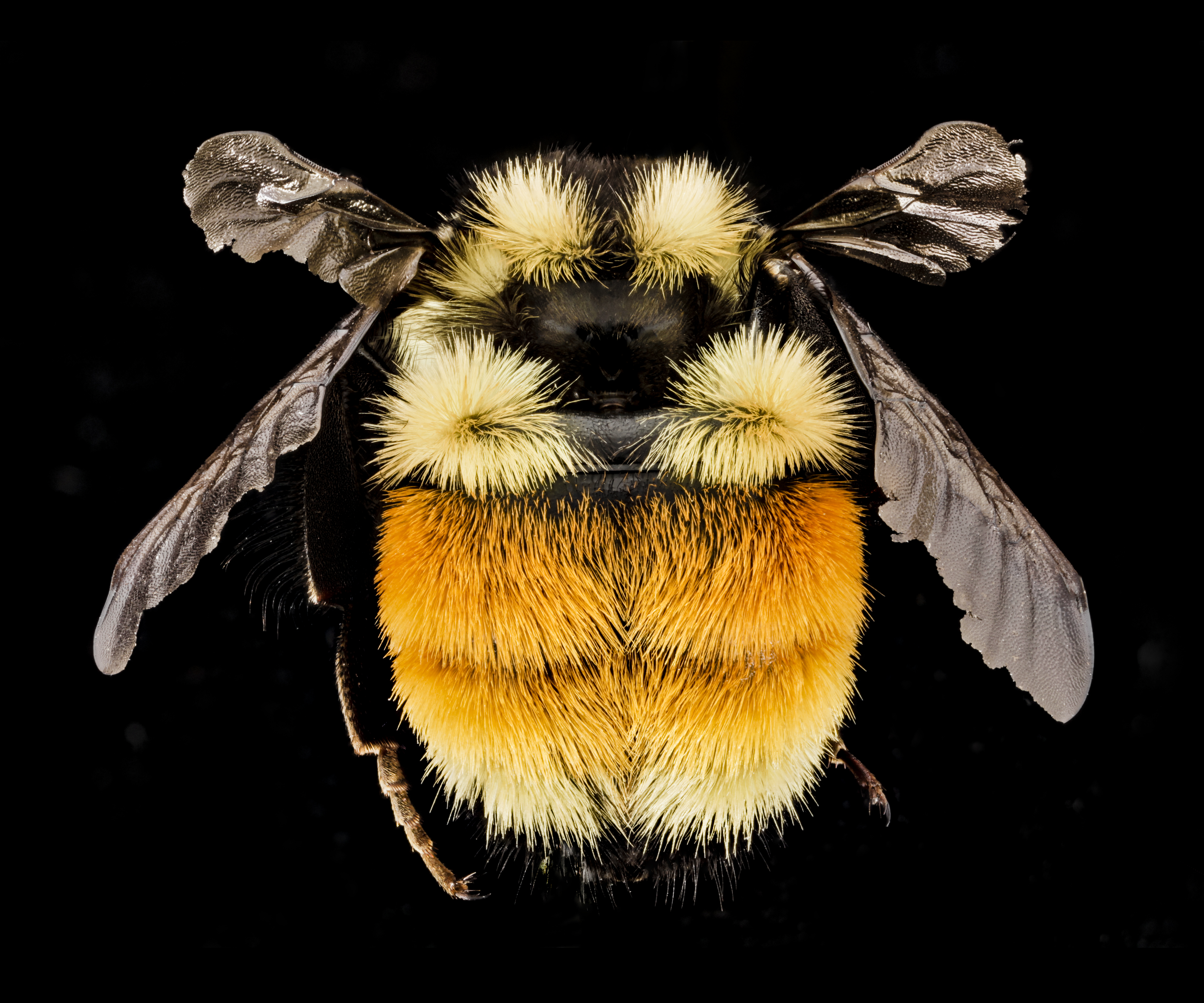
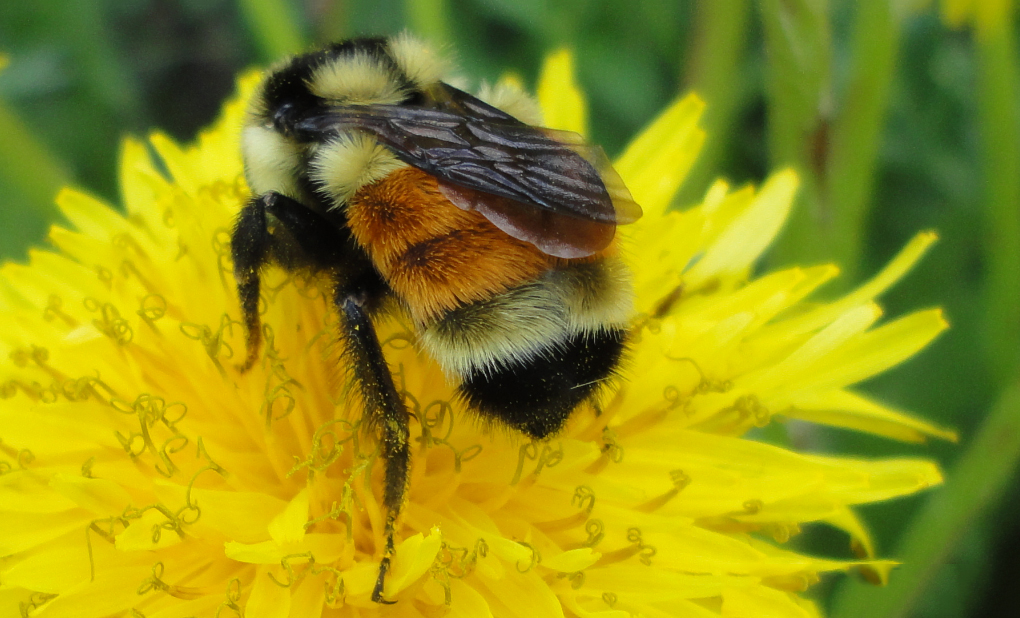